# Guerin de Montaigu
Pierre Guérin de Montaigu (falecido em 1230 ou 1236) foi um fidalgo da Auvergne, que se tornou o 13 º Grão-Mestre da Ordem dos Hospitalários, em 1207 até 1228.
Ele interveio na Armênia para ajudar a população cristã contra Suleiman de Icônio. Ele ajudou a levantar o cerco de Acre pelo sultão de Damasco.
Distinguiu-se na captura de Damieta durante a Quinta Cruzada e, posteriormente, visitou países europeus em busca de apoio. Em seu retorno à Palestina, encontrou tumulto, ele tentou em vão reconciliar os Hospitalários com a Ordem dos Templários.
Em 1228 ele persuadiu o Papa a quebrar a trégua vigente entre as potências cristãs e muçulmanas. Ele se recusou, no entanto, a ajudar o exército comandado pelo imperador Frederico II, que tinha sido excomungado.
Ele morreu na Palestina.